# David Delano Glover
David Delano Glover (* 18. Januar 1868 in Prattsville, Grant County, Arkansas; † 5. April 1952 in Malvern, Arkansas) war ein US-amerikanischer Politiker. Zwischen 1929 und 1935 vertrat er den sechsten Wahlbezirk des Bundesstaates Arkansas im US-Repräsentantenhaus.

## Werdegang
David Glover besuchte die öffentlichen Schulen in Prattsville und Sheridan. Im Jahr 1886 absolvierte er die Sheridan High School. In den folgenden Jahren war er bis 1908 im Hot Spring County in der Landwirtschaft, im Handel und als Lehrer beschäftigt. Nach einem Jurastudium und seiner im Jahr 1910 erfolgten Zulassung als Rechtsanwalt begann er in Malvern in seinem neuen Beruf zu arbeiten.
Glover war Mitglied der Demokratischen Partei. In den Jahren 1909 und 1911 wurde er in das Repräsentantenhaus von Arkansas gewählt. Außerdem war er Delegierter auf einigen lokalen Parteitagen der Demokraten. Zwischen 1913 und 1917 war Glover Staatsanwalt im siebten Gerichtsbezirk von Arkansas. 1928 wurde er im sechsten Distrikt des Staates in das US-Repräsentantenhaus in Washington gewählt. Dort löste er am 4. März 1929 James B. Reed ab. Nach zwei Wiederwahlen konnte er zwischen dem 4. März 1929 und dem 3. Januar 1935 insgesamt drei Legislaturperioden im Kongress absolvieren.
1934 wurde er von seiner Partei nicht mehr für eine weitere Amtszeit nominiert. Nach seinem Ausscheiden aus dem Kongress zog sich Glover aus der Politik zurück und arbeitete bis zu seinem Tod im Jahr 1952 wieder als Anwalt.